# Universidad Faulkner
La Universidad Faulkner es una universidad cristiana privada en Montgomery, Alabama. Está afiliado a las Iglesias de Cristo.

## Historia
La universidad fue fundada en 1942 por el Dr. Rex Turner, el Dr. Leonard Johnson y Joe Greer como Escuela Bíblica de Montgomery. En 1953, el nombre de la escuela se cambió a Alabama Christian College '(ACC)'. En 1965, la universidad se trasladó a su ubicación actual en Atlanta Highway. El año 1975 marcó el comienzo de los campus satélites de la escuela en Mobile, Huntsville y Birmingham. En 1985, la escuela pasó a llamarse Universidad Faulkner en honor a James H. Faulkner, un antiguo partidario y presidente de la junta.

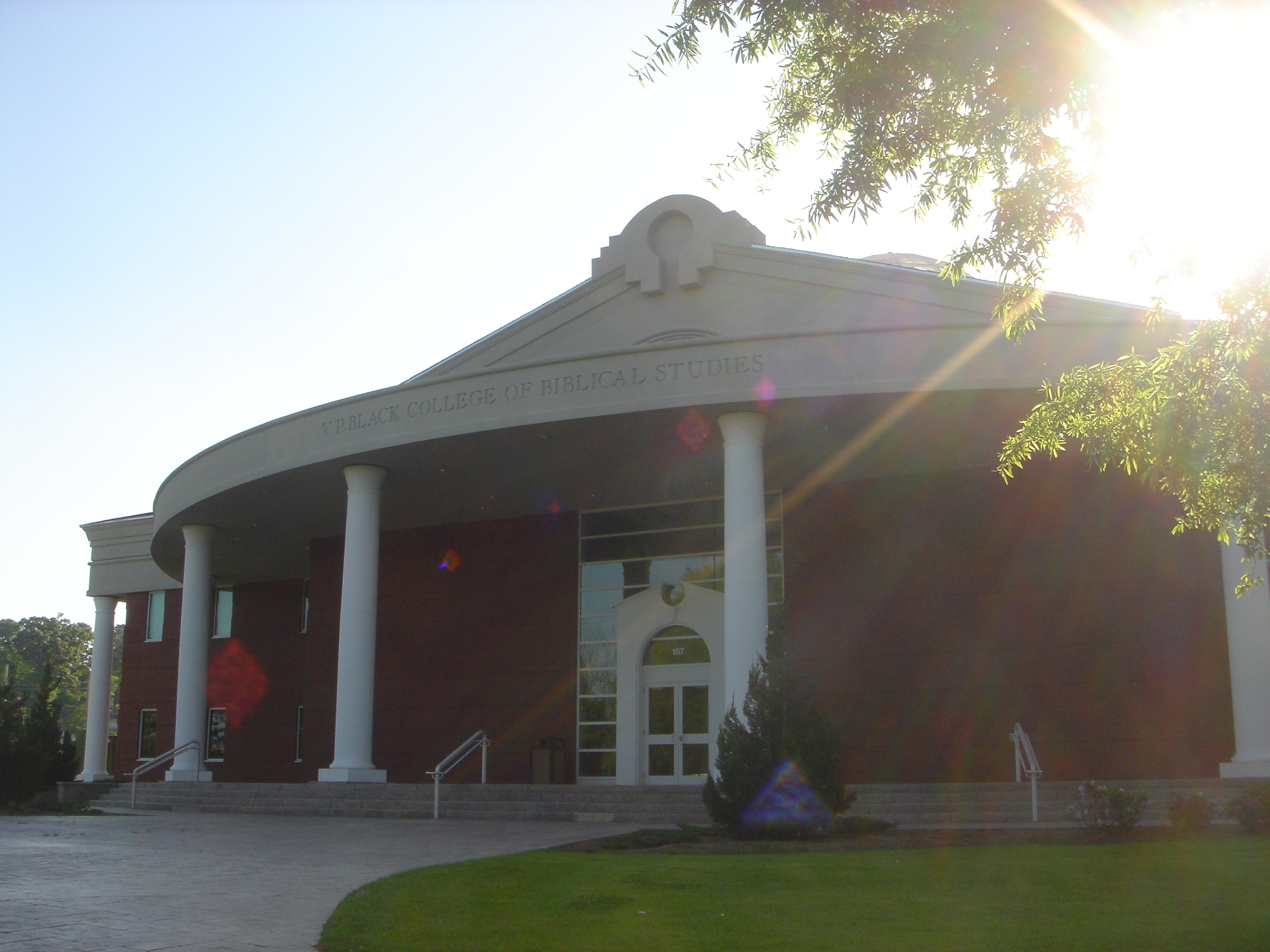
Vicepresidente de la Escuela Negra de Estudios Bíblicos

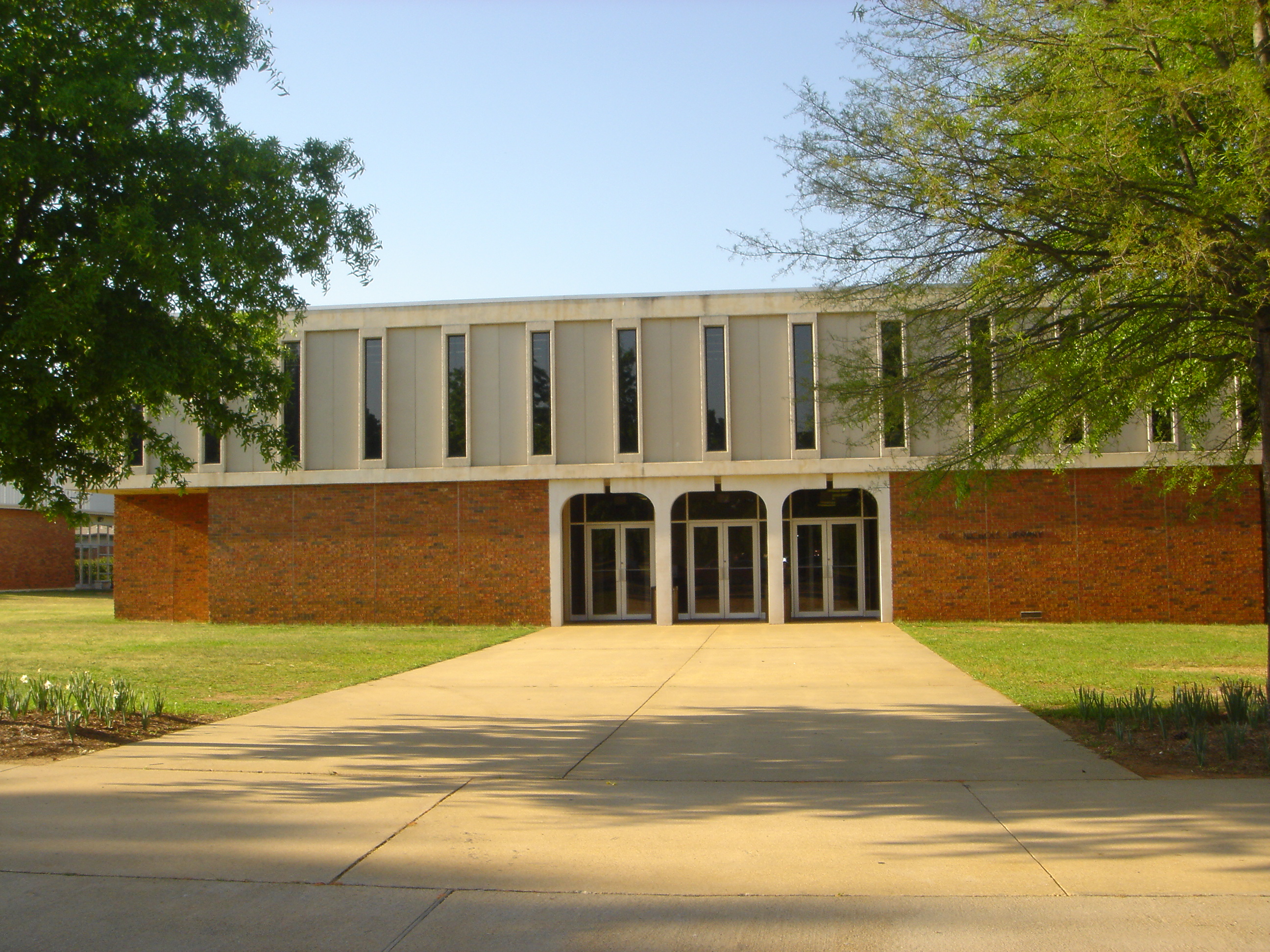
Biblioteca Gus Nichols

## Acreditación
La Universidad Faulkner está acreditada por la Comisión de Universidades de la Asociación de Universidades y Escuelas del Sur para otorgar títulos de asociado, bachillerato, maestría, doctorado en humanidades, doctorado en estudios bíblicos y doctorado en derecho. 

## Matrícula y ayuda financiera
En el año de concesión 2017-2018, la Universidad Faulkner tuvo 1,700 estudiantes que recibieron Becas Federales Pell, por un total de $7,229,388. 

## Atletismo
Los equipos atléticos de Faulkner se llaman Eagles. La universidad es miembro de la Asociación Nacional de Atletismo Intercolegial (NAIA), compitiendo principalmente en la Conferencia Atlética de los Estados del Sur (SSAC; anteriormente conocida como Conferencia Georgia-Alabama-Carolina (GACC) hasta después del año escolar 2003-04) para la mayoría de sus deportes desde el año académico 1999-2000; mientras que su equipo de fútbol compite en la División Sol de la Conferencia Mid-South (MSC), a partir de la temporada de otoño de 2016.  
También eran miembros de la Asociación Atlética Universitaria Cristiana Nacional (NCCAA), compitiendo principalmente como independientes en la Región Sur del nivel de la División I; que ganaron el campeonato nacional de béisbol en 2001. 
Faulkner compite en 12 deportes universitarios interuniversitarios: los deportes masculinos incluyen béisbol, baloncesto, campo a través, fútbol americano, golf y fútbol; mientras que los deportes femeninos incluyen baloncesto, campo a través, golf, fútbol, sóftbol y voleibol. Los deportes de club incluyen pesca de lubina, porristas y deportes electrónicos. 

## Alumnos y profesores notables
Antiguos alumnos
- Bobby Bright – Congresista estadounidense de Alabama [7]
- Marcus Brimage – artista marcial mixto profesional, excompetidor de UFC [8]
- Corey Black Béisbol, Cachorros de Chicago
- Ray Ray Armstrong, Fútbol, Gigantes de Nueva York
- Austin Adams - Liga Mayor de Béisbol

Facultad
- Allison Garrett – Profesora Asociada de Derecho (2004–07)
- Michael A. O'Donnell – Profesor asistente de estudios familiares, decano de estudios profesionales

## Programas de postgrado

### Derecho
Faulkner opera la Facultad de Derecho Thomas Goode Jones, con entre 200 y 300 estudiantes.   La facultad de derecho fue acreditada provisionalmente por la Asociación de Abogados de Estados Unidos en 2006 y plenamente acreditada en 2009. 

### Teología
La Escuela de Graduados en Teología de Kearley, que abrió sus puertas en el otoño de 2013, ofrece a los estudiantes títulos de Maestría en Teología Bíblica,  así como un doctorado de baja residencia en Estudios Bíblicos. 

### Humanidades
La Universidad Faulkner enseña desde el canon de la literatura conocido como los Grandes Libros del Mundo Occidental. Los estudiantes que asisten a la Universidad Faulkner pueden obtener una maestría de baja residencia o un doctorado en Humanidades a través del Honors College de la universidad.  